# Cestni promet
Cestni promet je promet vozil, pešcev in drugih udeležencev cestnega prometa na javnih (kategoriziranih) cestah in nekategoriziranih cestah, ki se uporabljajo za javni cestni promet.  Cestni promet urejajo prometna pravila, ki skupaj s predpisi o cestah predstavljajo pravila, ki so se razvila skozi čas, da bi omogočila pravilen in dober pretok prometa. 
Cestni promet je v različnih državah po svetu različno organiziran. Povsod pa so s pravili urejene naslednje tematike:
- skrb in odgovornost za varen, umirjen in nemoten potek cestnega prometa
- pravila obnašanja udeležencev v prometu
- pravila obnašanja ob ustavljanju in parkiranju vozil
- pravila uporabe svetlobne in zvočne opreme
- pogoji za prevoz tovora v cestnem prometu
- varstvo udeležencev v prometu
- naprave za urejanje prometa
- psihofizično stanje udeležencev v prometu

## Predpisi in pravila
Predpisi za cestni promet predstavljajo uveljavljeno prakso in postopke, in  ki zahtevajo da jih uporabniki cest spoštujejo. Ta pravila običajno veljajo za vse uporabnike cest, če to ni posebej določeno in določajo predvsem razmerje med vozili in pešci. Osnovni prometni predpisi so bili določeni z mednarodno pogodbo pod okriljem Združenih narodov leta 1968 - Dunajska konvencija o cestnem prometu. Niso vse države na svetu  podpisnice konvencije.  Tudi med podpisniki konvencije so lahko v praksi lokalne razlike. Obstajajo tudi nepisana pravila v prometu, ki so na splošno razumljiva lokalnim voznikom. Kot splošno velja pravilo, da naj bi se vozniki izognili trčenju z drugim vozilom in s pešcem ne glede na to ali veljavna pravila v prometu  omogočajo, da se to zgodi. 
Poleg pravil, prometne signalizacije in opreme, se mora upoštevati tudi navodila policistov in to obvezno v križišču ali kot nadzor cestnega prometa v okolici gradbišč, nesreč ali drugih motenj na cesti. Ta pravila je treba razlikovati od postopkov, potrebnih za delovanje posameznikovega vozila.  

## Načela cestnega prometa
Udeleženci cestnega prometa morajo ravnati tako, da poteka promet nemoteno, umirjeno in varno in da ne ovirajo ali ogrožajo drugih udeležencev ali jim povzročajo škode. Prav tako pa udeleženci  v cestnem prometu pričakujejo, da bodo vsi, ki so dolžni skrbeti za ceste in prometno ureditev na cestah, ravnali v skladu s predpisi o pravilih cestnega prometa, voznikih, motornih vozilih ter s predpisi o cestah.  Z uporabo vozila se ne sme povzročati čezmernega hrupa oziroma ropota ali kako drugače onesnaževati okolja. Iz vozila je prepovedano odmetavati kakršnekoli stvari (cigaretni ogorki, papir, plastenke itd.).

## Odgovornost  za varen in nemoten promet
Za varen in nemoten promet v Sloveniji skrbijo: za državne ceste Direkcija RS za ceste in Družba za avtoceste v RS, za občinske ceste pa občine.
Starši, skrbniki ter rejniki so dolžni skrbeti ali izvajati nadzor nad otrokom, ko je ta udeležen v cestnem prometu. Lastnik vozila je odgovoren za varnost v prometu če ni mogoče dokazati kdo je povzročitelj prekrška. Pravne osebe in posamezniki, ki  opravljajo dejavnost morajo zagotoviti, da vozniki vozil, s katerimi opravljajo javni prevoz potnikov ali blaga oziroma prevoz oseb ali izpolnjujejo vse predpisane pogoje.  Vozniki morajo imeti pri sebi listino, s katero dokaže, da sme voziti vozilo v cestnem prometu, veljavno prometno dovoljenje, listine o tovoru, če prevaža blago, dovoljenje za vožnjo v času prepovedi prometa, pri opravljanju prevoza skupine otrok pa tudi potrdilo o poklicnih vozniških izkušnjah.
V pravilih je tudi določen način izločanja vozil iz prometa,  odstranitev parkiranega ali zapuščenega vozila in drugi ukrepi za zagotavljanje prometne varnosti.

## Pravila v cestnem prometu
Udeleženci v cestnem prometu se morajo ravnati po prometnih pravilih. V nadaljevanju so našteta samo najpomembnejša:
- Voznik mora voziti po tistem delu ceste, ki je namenjen prometu tiste vrste vozil, ki ji pripada njegovo vozilo. Voziti mora po desnem smernem vozišču. Če je na smernem vozišču več prometnih pasov, je skrajni levi predviden za prehitevanje.
- Na avtocesto ali hitro cesto, lahko zapeljejo in vozijo po njej le vozniki motornih vozil in skupin vozil, ki po deklaraciji proizvajalca dosegajo hitrost  večje od 60 km/h. V promet se smejo  vključiti in izključiti le na označenih priključkih. Vozila, ki že vozijo po smernem vozišču avtoceste in hitre ceste, imajo prednost pred vozili, ki se vključujejo v promet. Na z dvema ali več prometnimi pasovi za vožnjo v eno smer ni dovoljeno voziti po smernem vozišču, namenjenemu vožnji v nasprotni smeri. Na vozišču avtoceste in hitre ceste je prepovedano obračanje, vzvratna vožnja, ustavitev ali parkiranje.
- V območju umirjenega prometa imajo pešci prednost pred drugimi udeleženci v prometu.
- V območjih za pešce je dovoljen tudi promet uporabnikov posebnih prevoznih sredstev vendar le tako, da ne ogrožajo pešcev.
- Na prehodu za pešce, na katerem ni svetlobnega prometnega znaka mora voznik omogočiti pešcem varno prečkanje vozišča, če so na prehodu ali stopajo nanj.
- Na prehodu ceste čez železniško progo ima vlak prednost pred vsemi drugimi udeleženci v prometu.
- Vzvratna vožnja je dovoljena le na kratki razdalji. Voznik vozi vzvratno po desni strani desnega smernega vozišča glede na položaj vozila. Kadar vozi vzvratno, mora voznik ustaviti vozilo, ko mu pripelje nasproti po istem smernem vozišču drugo vozilo.
- Prehitevanje vozil je dovoljeno le po levi strani.
- Obračanje vozila je prepovedano: na ozkih in nepreglednih delih cest, na objektih in v predorih, v gostem prometu in pri slabi vidljivosti.
- Na križišču ima prednost vozilo, ki prihaja z desne strani (desno pravilo), razen če je s prometno signalizacijo določeno drugače. Voznik, ki na križišču zavija levo, mora pustiti mimo vozila, ki prihajajo z nasprotne smeri in vozijo naravnost ali zavijajo desno in so na istem prednostnem nivoju (pravilo srečanja). V križišču, razen na krožnih z več pasovi, je menjava prometnega pasu prepovedana. Voznik v krožnem križišču ima prednost pred voznikom, ki se vključuje na to križišče.

- Poleg tega da mora voznik  hitrost in način vožnje prilagoditi poteku, tehničnim in drugim lastnostim ceste, stanju vozišča, preglednosti, vidljivosti, prometnim in vremenskim razmeram, stanju vozila in tovora ter svojim vozniškim sposobnostim, mora upoštevati tudi predpisane omejitve hitrosti - splošne ali s prometno signalizacijo.
- Čas od 15. novembra do 15. marca naslednjega leta velja za obdobje zimske službe zato morajo imeti motorna in priklopna vozila v cestnem prometu predpisano zimsko opremo, vozniki pa morajo upoštevati posebno prometno signalizacijo.
- in druga kot: pravila ustavljanja in parkiranja, uporaba svetlobne in zvočne opreme, pogoji za prevoz tovora in potnikov v cestnem prometu

## Naprave za urejanje cestnega prometa
Udeleženci v cestnem prometu morajo ravnati v skladu z omejitvami, prepovedmi in obveznostmi, predpisanimi s prometno signalizacijo.  To pomeni  upoštevati: barvo luči na semaforju, vozila s prednostjo in vozila za spremstvo, vozila s posebno (rumeno) opozorilno svetilko.

## Inteligentni transportni sistem (ITS)
Inteligentni prometni sistem (ITS) je sistem strojne,  programske opreme in operaterjev, ki omogočajo boljše spremljanje in nadzor prometa, da bi optimizirali pretok prometa. Ker se število vozil in potovanj na leto skokovito veča in z izgradnja cest ne sledi temu povečanju, prihaja do vse večjih prometnih zastojev. ITS tehnologija predstavlja  stroškovno učinkovito rešitev za optimizacijo prometa in za zmanjševanje zastojev. S spremljanjem prometnih tokov z uporabo senzorjev in kamer v živo in analizo podatkov, se preusmerja promet po potrebi z uporabo spremenljive prometne signalizacije, s poročili na radiu, na navigacijskih napravah in drugimi sistemi. Poleg tega so cestna omrežja vse bolj opremljena z dodatno komunikacijsko infrastrukturo za nadzor prometa, da lahko operativno osebje spremljanje vremenske razmere. Tako lažje razporeja vzdrževalne posadke za odpravljanje poledice in snega. Z inteligentnimi sistemi, kot so avtomatski sistem za odstranjevanje ledu na mostovih lahko prispevajo k preprečevanju prometnih nesreč.

## Prometna politika EU
Zaradi naraščajočega cestnega prometa se države predvsem pa mesta srečujejo z velikimi težavami pri urejanju prometnih razmer. Ker je Slovenija članica EU, je podlaga za uresničevanje prometne politike v tako imenovani beli knjigi o dokončnem oblikovanju notranjega trga iz leta 1985, ki je med drugim predvidela izgradnjo prometne infrastrukture v interesu Skupnosti, poenostavitev pregledov in formalnosti ob prehodu čez mejo ter izboljšanje varnosti in v beli knjigi o prihodnjem razvoju skupne prometne politike iz leta 1992. Slednja že predvideva tudi integriran, vse načine prevoza vključujoč pristop na osnovi zgleda trajnostne mobilnosti. V beli knjigi Komisije iz 1998 Poštene uporabnine za infrastrukturo je predviden  postopni pristop za skupni okvir uporabnin za prometno infrastrukturo v EU (COM(98) 466) Komisija je opozorila na velike razlike med državami članicami pri zaračunavanju uporabnin za prometne poti. Cilj te knjige je glede na skupni obseg prometa ustaliti delež okolju prijaznejših vrst prometa na ravni iz leta 1998. Pomembno področje obravnava pravice in dolžnosti uporabnikov prometnih sistemov, akcijski program za izboljšanje varnosti v cestnem prometu, izboljšanje pravic potnikov. Leta 2003 je Evropski parlament sprejel resolucijo o beli knjigi Komisije Evropska prometna politika do leta 2010. V njej je poudarjeno merilo trajnost. Z resolucijo iz leta 2008 je oblikoval številna priporočila za ukrepanje na področju okoljske, podnebne in energetske politike v povezavi z evropsko prometno politiko. Leta 2008 je Evropski parlament sprejel resolucijo k zeleni knjigi Komisije Za novo kulturo mobilnosti v mestih. Parlament je zahteval oblikovanje celovitega pristopa za mobilnost v mestih, ki bi služil kot skupni referenčni okvir za evropske, nacionalne, regionalne in lokalne uporabnike.

## Prometna politika SLO
Splošni cilji prometne politike na nacionalni ravni sledijo zahtevam EU in so med drugim: povečanje prometne varnosti in varovanje, učinkovita raba energije in čisto okolje, povečanje obsega in kakovosti javnega potniškega prometa, usklajeno delovanje celotnega transportnega sistema, zagotavljanje ustrezne prometne infrastrukture, in drugi. Pomemben ukrep prometne politike bo uvedba sistema plačevanja uporabe prometne infrastrukture po načelu stroškov, ki jih uporabnik infrastrukture povzroči sebi, drugim in družbi. V Resoluciji o prometni politiki so predvideni tudi ukrepi kot: izdelava celovitega prometnega modela in državnega razvojnega načrta prometnega sistema, razvoj prometne infrastrukture, razvoj tehnik in tehnologij v prometu, spodbujanje uporabe varčnejših in ekološko sprejemljivejših vozi, odprava črnih točk na cestah, umirjanje prometa v naseljih, in druge. Prometna politika predvideva tudi ukrepe za izboljšanje mobilnosti prebivalstva ter ukrepe na področju javnega potniškega prometa, navedeni so tudi ukrepi s področja tovornega prometa.
Za prometno politiko sta pomembni še Alpska konvencija , ki jo se Slovenija ratificirala v letu 1995 in Deklaracija iz Züricha, ki jo je novembra 2001 podpisala skupina ministrov držav Avstrije, Italije, Francije, Nemčije in Švice, v prisotnosti Evropske komisije. Bistven prispevek te skupine je sprejem Evropske direktive o varnosti v cestnih predorih. Ministri za promet so se dogovorili, da bodo sledili trem ciljem: izboljšanju varnosti pri prehodu Alp, obvladovanju cestnega prevoza blaga na prometnih poteh v Alpah in spodbujanju takšnih načinov prevoza, ki pomenijo alternativo cestnemu prometu. Vsi ti cilji so usmeritve v Alpski konvenciji in njenem protokolu o prometu.